# 무차별 곡선

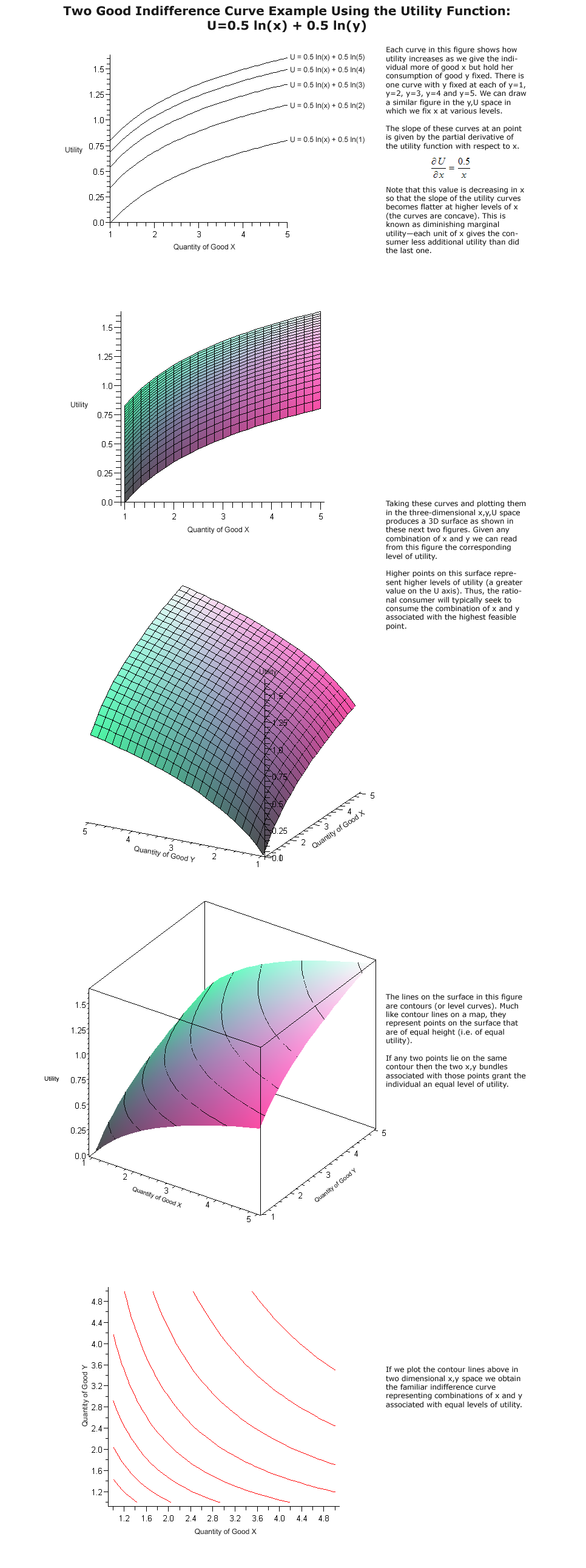
무차별곡선의 도출과정

미시경제학에서 무차별 곡선(無差別 曲線, 영어: Indifference curve)은 임의의 두 재화를 변수로 하는 좌표평면상에서 소비자가 인지하기에 효용이 동일한(‘무차별한’) 두 재화의 조합을 나타내는 그래프이다. 즉, 경제주체에게 동일한 효용을 가져다 주는 두 재화의 조합들을 연결한 등위선을 말한다. 무차별 곡선은 경제주체의 선택 또는 선호 분석에 사용되며, 소비자 이론에서는 수요와 공급을 해석하기 위해 무차별 곡선과 예산선을 같이 이용한다.

## 기원
소비자의 효용이 기수적으로 측정가능하다고 생각하는 한계효용이론과는 달리, 파레토, 프란시스 이시드로 에지워스 등에 의해 20세기 초에 발전되었다. 이 이론은 개인은 언제나 선호도에 따라 어떠한 소비의 경우에도 순서를 매길 수 있다는 가정하에 서수적 효용이론으로부터 파생되었다.

## 공리
다음의 공리를 설정하고 참이라고 여겨진다면 효용함수 {\displaystyle u=u(x,y)}를 만들 수 있다. 두 가지가 묶여 조합으로 제공되는 재화의 조합 x,y가 각각의 가능한 다른 조합을 이루는 가운데 이들 재화들의 조합 선호 결정을 삼차원 상의 그래프에서 표현하기 위한 재화 x의 양, 재화 y의 양 그리고 효용의 함수값 {\displaystyle u=u(x,y)}가 각 축을 이루는 3차원의 공간으로 나타낼 수 있다.
- 완비성(Completeness): 소비자는 제시된 두 조합사이에서 어느 한쪽이 더 선호되거나 양자 사이에 아무런 차이가 없다는 판단을 내릴 수 있다. 이는 소비자가 어느 두 조합의 비교에서든 서수적 판단을 내릴 수 있다는 능력을 가졌다는 합리적 능력을 가졌다는 것이다.

- 이행성(Transitivity): 재화의 조합 X,Y,Z가 있을 때 X를 최소한 Y와 비교하여 같이 선호하거나 X를 더 선호하고 동시에 Y를 최소한 Z와 비교하여 같이 선호하거나 더 선호한다면 이는 X를 최소한 Z와 비교하여 같이 선호하거나 더 선호하고 있다는 것이다. 이는 소비자의 선호가 일관성이 있다는 것이다. 이를 수식으로 표현하면 다음과 같다.
{\displaystyle (X\succeq Y)\land (Y\succeq Z)\implies X\succeq Z}
- 연속성(Continuity): 선호가 변화할 때 연속적으로 변화하며 갑작스런 선호의 변화는 나타나지 않는다.

이러한 세 가지의 가정이 맞을 때 선호체계는 연속적인 효용함수를 만들 수 있다. 여기에 분석의 편의를 위해 강단조성이라는 공리를 더하기도 한다.
- 강단조성(Strong monotonicity)은 제시된 두 조합 사이에서 각 조합에서 조합안의 재화의 양이 최소한 하나가 같거나 더 많고 다른 한 가지는 더 많다면 더 많은 양을 포함한 조합을 선호한다는 것이다. 그러나 강단조성의 공리는 쓰레기와 같은 비재화적인 것을 대상으로 할 때는 성립하지 않을 수 있다.

## 특성
선호체계의 완비성에 따라 언제든지 무차별곡선을 그릴 수 있으며, 이행성에 따라 무차별곡선은 절대 교차하지 않는다. 강단조성 공리를 가정하는 경우, 무차별 곡선은 원점에서 멀수록 높은 효용을 나타낸다. 하지만, 쓰레기와 같이 더 많이 소비할수록 효용이 낮아지는 비재화(bad)와 재화의 선호관계를 대표하는 무차별 곡선은 우상향하는 모양을 갖는다. 그러나 비재화라 하더라도 비재화의 부재로 변환하게 되면 우하향하는 표준적인 무차별곡선을 얻을 수 있다.:134-135 볼록한 원점에서 멀수록 소비할 수 있는 재화가 더 많아지고 이는 주어진 소득수준에서 더 많은 상품을 소비하려고 하는 소비자들의 성향과 일치한다.
또한 한계대체율이 체감하는 경우, 무차별 곡선은 원점을 향하여 볼록한 형태를 취한다.

### 기울기
무차별곡선에서 기울기는 한계대체율(MRS,Marginal rate of substitution)이라고 하는데 이것은 x와 y의 재화들이 서로 대체될 때 소비자가 주관적으로 판단하는 두 재화 간의 대등한 교환가능 가치의 비율을 의미한다. 예를 들어 피자 2판과 콜라 5개의 조합과 동일한 가치를 주는 것으로 판단되는 조합이 피자 3판과 콜라 2개라고 할 때 MRS는 3이다. 이는 한 쪽 재화를 더 많이 소비하고 다른 재화를 덜 소비하도록 해도 동일한 효용을 기대할 수 있다는 의미이다.

### 곡률
재화의 대체 또는 보완 관계에 따라 무차별곡선의 모양이 달라진다. 완전대체재인 경우 무차별곡선이 직선 형태로 그려지고, 완전보완재인 경우에는 무차별곡선이 L자형으로 그려진다. 일반적으로 대체성이 높은 재화에 대해서는 직선에 가까운 형태를 보이고, 보완적인 재화에 대해서는 곡률이 큰 형태를 보인다.:128-132

## 같이 보기
- 예산 제약
- 미시경제학
- 합리성
- 대체재

## 참고 자료
- 무차별곡선위의 살인자-소설로 읽는 경제학3, 마샬 제번스 지음, 형선호 옮김, 북앤월드, 2001년, ISBN(13) : 9788995190845
- 미시경제학, 이준구 지음, 법문사, 2008년, ISBN(13) : 9788918101187
- 이근영 (2005년 3월 5일). 《경제학개론》. 무역경영사. ISBN 894680307 |isbn= 값 확인 필요: length (도움말).
- 미시적 경제분석, 강태진 외 지음, 박영사, 2005년, ISBN-13 : 9788910204831